# Saint Kilda
Saint Kilda (Hiort en gaèlic escocès) és un arxipèlag aïllat de l'Atlàntic Nord situat a ponent de les Hèbrides, a 64 km de l'illa de North Uist, és considerada la part més isolada i més occidental de les Hèbrides Exteriors i d'Escòcia. Les seves illes principals són Boreray, Soay, Dùn i Hirta. Són d'origen volcànic i molt abruptes. En total comprenen una superfície de 840 ha.

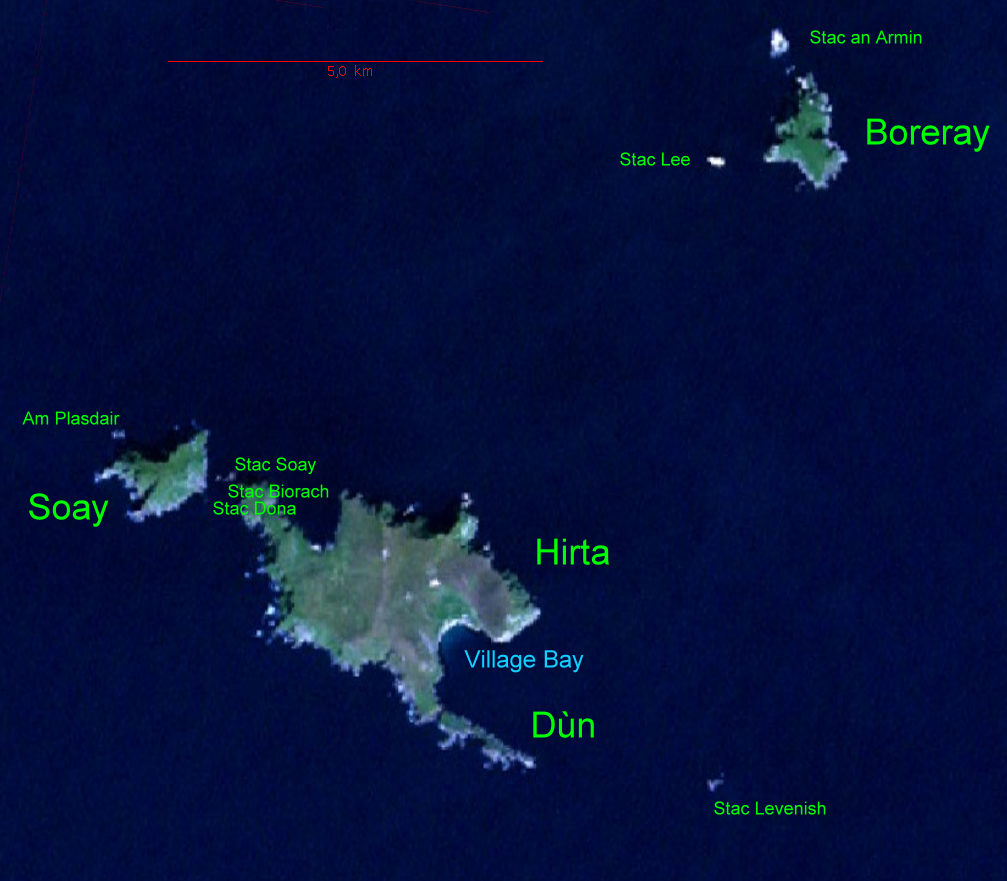
NASA Landsat 7 visible color image

L'arxipèlag té també diversos stacs, pilars verticals de roca que sorgeixen al mig del mar, els més alts dels quals (An Armin i Lee) s'acosten als 200 metres d'alçada.
Té importants colònies d'ocells, amb espècies singulars que s'aprofiten dels seus penya-segats, cosa que l'ha dut a ser declarada Patrimoni de la Humanitat per la UNESCO.
Hi ha controvèrsia sobre l'origen del seu nom. Hom diu que potser prové de l'antic nòrdic, on sunt kelda vol dir 'font dolça'. Hi ha qui diu però que potser prové de Saint Hilda, o Hirta. En tot cas, sembla clar que mai hi hagué un sant amb aquest nom.
Habitada des de temps prehistòrics, la població fluctuà fins que el 29 d'agost de 1930 els seus darrers 36 habitants permanents foren evacuats cap a Escòcia. La seva llengua era el gaèlic escocès amb forta influència escandinava. Malgrat tot, destacaments militars continuaren ocupant l'illa principal de Hirta, on actualment tendeixen a ser reemplaçats pels científics que estudien la flora i fauna locals.
Actualment tot l'arxipèlag és propietat del National Trust for Scotland i administrativament forma part del Consell de Na h-Eileanan Siar.